# Гаррард, Джеймс
Джеймс Гаррард (англ. James Garrard; 14 января 1749, округ Стаффорд, Виргиния — 9 января 1822, округ Бурбон, Кентукки) — американский политик, член демократическо-республиканской партии, губернатор штата Кентукки в 1796—1804 годах.

## Биография
Гаррард принял участие в Войне за независимость США. Он служил в качестве капитана шхуны и был взят в плен англичанами. Он сбежал потом с плена. Был произведён в чин полковника.
Выиграл в 1796 году выборы губернаторов в Кентукки во втором туре голосования. Четыре года спустя Гаррард переизбран на первых прямых выборах губернатора штата.
Округ Гарард (штат Кентукки) назван в его честь.